# Kazyr
Il Kazyr (in russo Казыр?; in tuvano significa "cattivo, feroce"), chiamato anche Bolo (Боло), è un fiume nella parte asiatica della Russia, nella Siberia Orientale meridionale, che alla confluenza con il fiume Amyl forma il fiume Tuba (affluente di destra dello Enisej).
Il Kazyr scorre nell'Oblast' di Irkutsk e nel Territorio di Krasnojarsk (nei rispettivi rajon Nižneudinskij, Kuraginskij e Karatuzskij).

## Geografia
Il Kazyr ha origine dai monti Sajany orientali (Восточный Саян), sul versante meridionale della cresta Chondadžuglymskij (хребет Хондаджуглымский), e appartiene al bacino dello Enisej. La lunghezza del fiume è di 388 km, l'area del bacino è di 20 900 km². Suo principale affluente è il Kizir. Nella parte alta del Kazyr ci sono cascate e rapide e il fiume viene utilizzato per il rafting su kayak e gommoni. Nella parte inferiore è navigabile. Il fiume congela per diversi mesi: da fine ottobre-metà novembre, a fine aprile.
Ci sono alcuni piccoli insediamenti sulle rive del fiume, tra cui: Nižnie Kurjaty, Tajaty, Tjuchtjat e Čeremšanka (Нижние Куряты, Таяты, Тюхтят, Черемшанка).